# Actinobacillus actinomycetemcomitans
Aggregatibacter actinomycetemcomitans voorheen Actinobacillus actinomycetemcomitans ook wel afgekort als AA. is een gramnegatieve staafvormige bacterie die facultatief anaeroob is.
AA. is geassocieerd met parodontitis en met endocarditis.
In 2006 is het geslacht Aggregatibacter toegewezen waarin zijn opgenomen Actinobacillus actinomycetemcomitans, Haemophilus aphrophilus en Actinobacillus segnis. Deze nieuwe geslachtsnaam is inmiddels algemeen geaccepteerd.